# Poder y Libertad
Poder y Libertad, revista teórica del Partido Feminista de España fue una revista publicada entre 1980 y 1995,   dirigida por Lidia Falcón. La revista tomó el relevo a Vindicación Feminista publicada entre 1976 y 1979, fundada por Carmen Alcalde y Lidia Falcón y dirigida por Carmen Alcalde. 
Empezó a editarse en Barcelona, pero a partir del séptimo número pasó a editarse en Madrid, auspiciada por el Club Vindicación Feminista (1976-1979) que también lideraba Lidia Falcón.
Es la revista de información y teoría feminista más antigua de España.[cita requerida] Su periodicidad ha variado a lo largo del tiempo. 